# دزدی

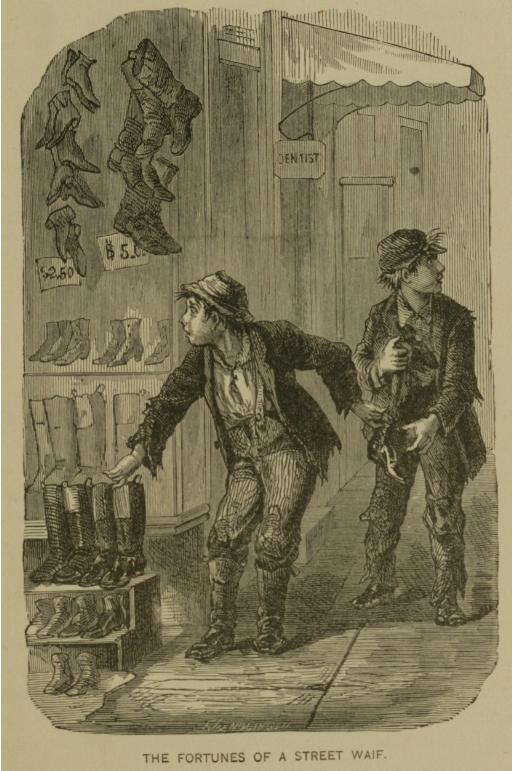
دو جوان در حال دزدی چکمه.

دزدی یا سرقت در حقوق کیفری به گرفتن غیرقانونی اموال دیگران بدون رضایت آنها می‌گویند. در حقوق کیفری دو نوع سرقت ذکر شده است، سرقت حدی و سرقت تعزیری.
به کسی که عمل دزدی را انجام می‌دهد دزد یا سارق می‌گویند. همچنین ندادن مال و حق و حقوق کارگر از روی عمد و یا غیرعمد دزدی محسوب میشود تعریف دزدی از نگاهی دیگر: سوء استفاده از جهل یا غفلت شخصی برای به دست آوردن بخشی از اموال مادی یا معنوی وی به نفع خود یا دیگران.
دزدی در میان حیوانات مانند میمون‌ها هم صورت می‌گیرد.

## راهکار کاهش سرقت
برای کاهش ارتکاب سرقت و دزدی انواع روش‌ها توسط بشر ابداع شده‌است. یکی از مهم‌ترین روش‌ها در نظر گرفتن قوانین حقوقی مختلف است، که با در نظر گرفتن شرایط، شواهد و قراین برای مجرم اعمال میشود.